# Stazione di Rocchetta Cairo
Stazione di Rocchetta Cairo vasútállomás Olaszországban, Cairo Montenotte településen.

## Vasútvonalak
Az állomást az alábbi vasútvonalak érintik:
- Alessandria–San Giuseppe di Cairo-vasútvonal

## Kapcsolódó állomások
A vasútállomáshoz az alábbi állomások vannak a legközelebb:
- Stazione di Cairo Montenotte
- Stazione di Dego